# Shovel Headed Kill Machine
Shovel Headed Kill Machine — седьмой студийный альбом американской трэш-метал группы Exodus. Выпущен 4 октября 2005 года на лейбле Nuclear Blast. Данная пластинка записана в обновлённом на 3/5 составе. Для записи альбома были приглашены новые участники: место вокалиста занял Роб Дьюкс, он заменил Стива «Зетро» Сузу, Рика Ханолта на гитаре заменил Ли Элтус, а также за барабаны сел Пол Бостаф, для которого данная запись с Exodus является единственной. 3000 копий альбома было продано в первую неделю продаж, а к январю 2007 года только в США было продано уже более 23000 копий альбома.

## Список композиций
| №                   | Название                     | Автор(ы)            | Длительность |
| ------------------- | ---------------------------- | ------------------- | ------------ |
| 1.                  | «Raze»                       | Дьюкс, Холт         | 4:17         |
| 2.                  | «Deathamphetamine»           | Холт                | 8:31         |
| 3.                  | «Karma's Messenger»          | Дьюкс, Холт         | 4:14         |
| 4.                  | «Shudder to Think»           | Холт                | 4:48         |
| 5.                  | «I Am Abomination»           | Холт                | 3:25         |
| 6.                  | «Altered Boy»                | Холт                | 7:37         |
| 7.                  | «Going Going Gone»           | Холт                | 4:59         |
| 8.                  | «Now Thy Death Day Come»     | Холт                | 5:11         |
| 9.                  | «.44 Magnum Opus»            | Холт                | 6:56         |
| 10.                 | «Shovel Headed Kill Machine» | Холт                | 2:57         |
| Общая длительность: | Общая длительность:          | Общая длительность: | 52:53        |

| №   | Название          | Длительность |
| --- | ----------------- | ------------ |
| 11. | «Purge the World» | 4:02         |

| №   | Название                       | Длительность |
| --- | ------------------------------ | ------------ |
| 11. | «Problems» (Sex Pistols cover) | 4:25         |

| №   | Название                       | Длительность |
| --- | ------------------------------ | ------------ |
| 11. | «Purge the World»              | 4:02         |
| 12. | «Problems» (Sex Pistols cover) | 4:25         |

## Состав
- Роб Дьюкс — вокал
- Гэри Холт — гитара
- Ли Элтус — гитара
- Джек Гибсон — бас-гитара
- Пол Бостаф — ударные

## Производство
- Продюсер — Гэри Холт
- Звукорежиссёр — Джейсон Эртидж
- Записан в Trident Studio
- Сведение и мастеринг выполнил Энди Снип в Backstage Studios, Дерби, Великобритания
- Менеджмент — Стивен Уорнер
- A&R: Яап Вейджмейкер